# ملت (روزنامه)
ملت نام یکی از مطبوعات استان فارس در دوران قاجاریه است.
این روزنامه از سال ۱۳۳۹ هـ.ق به وسیله حسین پرتو در شیراز به چاپ رسیده است.